# Catedral de la Asunción de la Virgen María (Odesa)
La Catedral de la Asunción de la Virgen María o simplemente Catedral de la Santísima Virgen María (en ucraniano: Кафедральний собор Успіння Пресвятої Діви Марії) es el nombre que recibe un edificio religioso que pertenece a la Iglesia católica y se encuentra ubicado en la ciudad de Odesa al oeste del país europeo de Ucrania. Pertenece a la diócesis de Odesa-Simferópol.

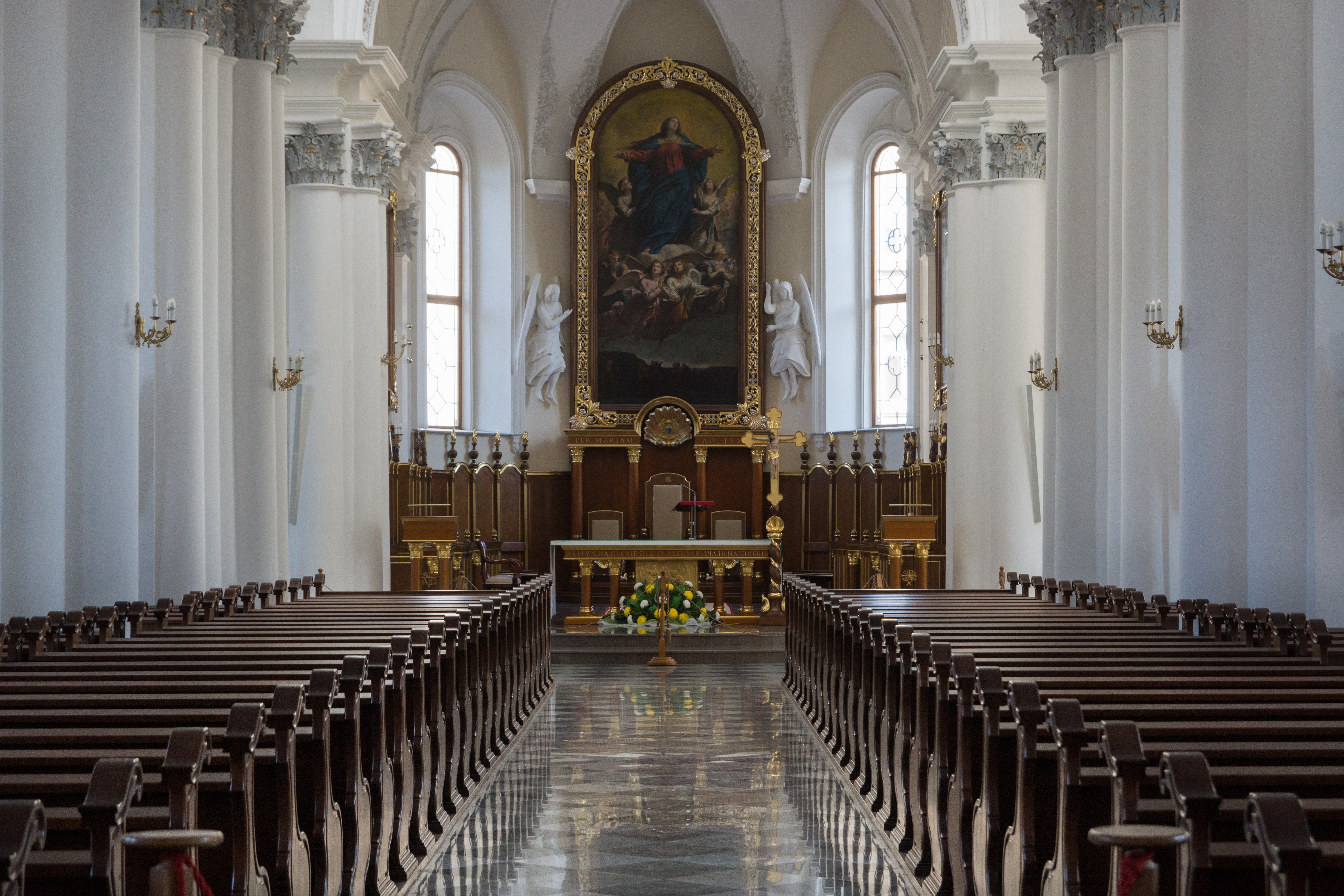
Vista interna

El templo sigue el rito romano o latino y fue construido entre los años 1844 y 1853 gracias a los esfuerzos de los católicos de Polonia y Alemania y la iniciativa del Padre Grzegorza Razutowicza, diseñado por el arquitecto polaco  Feliksa Gąsiorowskiego y con ayuda del arquitecto italiano Francesco Morandi.
La iglesia fue construida en forma de una basílica de tres naves con una cúpula de crucero seleccionada en una planta cruciforme. En el interior se utilizaron mármol blanco y gris. En la pintura del altar mayor esta una imagen de la Asunción de la Virgen María de 1850 que es una copia de la de Rafael. El interior está adornado con muchas pinturas valiosas y grandes lámparas de cristal. El papa Pío IX donó a la iglesia en 1852 una pila bautismal de mármol. Junto a la iglesia se construyó un orfanato, un ancianato, una escuela católica y un albergue para los niños.